# Ламза, Степан
Степан Ламза (23 января 1940 — 12 января 2022) — югославский футболист, полузащитник. Он считается одним лучших хорватских игроков своего времени. Большую часть своей карьеры играл за «Динамо Загреб», которому помог выиграть Кубок ярмарок в 1967 году. Он провёл семь матчей за сборную Югославии. В начале 90-х в работал скаутом «Динамо».

## Клубная карьера
Ламза начал карьеру в своём родном городе Сисак, где играл за местный клуб «Сегеста», а затем перешёл в словенский клуб «Браник Марибор». Именно в «Бранике» его талант заметили югославские гранды, в том числе загребское «Динамо», и вскоре он туда перешёл.
Именно в Загребе Ламза сделал себе имя, сыграв за «синих» в общей сложности 281 матч, забив при этом 72 гола. Он считается одним из лучших хорватских футболистов своего времени и лидером золотого поколения «Динамо», которое выиграло Кубок ярмарок в 1967 году и заняло второе место четырьмя годами ранее, в 1963 году.
В 1967 году, в возрасте всего 27 лет, Ламза стал участником инцидента, который негативно сказался на его карьере. В полуфинале Кубка ярмарок 1967 года против «Айнтрахта» «Динамо» удалось отыграться после поражение в первом матче в Германии (3:0) и одержать домашнюю победу (4:0) в дополнительное время. Ламза и его товарищи по команде праздновали победу в отельно-ресторанном комплексе, где задержались до поздней ночи. На следующий день Ламза проснулся рано утром в одной из комнат, спустился к бару в вестибюле внизу, где никого не было, и начал пить. Когда другие товарищи по команде и гости начали просыпаться, они обнаружили пьяного Ламзу в холле, и один из официальных лиц «Динамо» (Карло Жагар) попросил официантку отвести его обратно в номер, чтобы другие не видели его в том состоянии. Она так и сделала и уложила Ламзу в его постель, а затем заперла дверь комнаты. Позже, когда Ламза очнулся, он всё ещё находился в состоянии алкогольного опьянения. Он обнаружил, что двери заперты, и вышел на балкон, где упал, ударившись плечом о стул, а правой стороной головы о бетонный пол. Его немедленно доставили в больницу, где он пробыл 40 дней, и ему поставили диагноз: тяжёлый перелом костей черепа и повреждение нервного центра, в том числе вестибулярного аппарата. Эта травма повлияла на его карьеру, поскольку Ламза никогда больше не демонстрировал уровень футбола, как до инцидента. Он следил за финалом Кубка ярмарок 1967 года по радио из больничной палаты в Бледе.
Именно этот инцидент помешал ему играть за границей, поскольку сразу после ответного матча с «Айнтрахтом» и за несколько часов до празднования он подписал контракт с бельгийским клубом «Стандард Льеж» на сумму 280 000 долларов. Из-за травмы трансфер так и не состоялся.
Ламза вернулся в футбол год спустя, но новый тренер «Динамо» Ивица Хорват не дал ему шанса. В последний раз он выступил за «Динамо» 21 апреля 1970 года в товарищеском матче против «Бенфики» во главе с Эйсебио. «Динамо» выиграло матч со счётом 2:0, а Ламза забил первый гол. Позже у него было несколько неудачных попыток выйти на прежний уровень в клубах Югославии и за границей, но он так и не набрал форму, как до инцидента.

## Международная карьера
Ламза провёл семь матчей за сборную Югославии. Когда он играл за «Динамо», игроков хорватских клубов менее охотно вызывали в сборную, после инцидента в состав команды больше не вызывался.

## Годы после окончания карьеры
В начале 90-х представитель руководства «Динамо» Здравко Мамич и главный тренер Мирослав Блажевич предложили ему поработать скаутом в клубе, поскольку его пенсия составляла эквивалент всего около 200 евро.
Он называл Луку Модрича своим преемником из-за похожего стиля игры и телосложения.
Он умер 12 января 2022 года в возрасте 81 года.